# Nidâ Öz
Nidâ Öz (* 1955 in Istanbul) ist ein in Deutschland lebender türkischer Dichter und Musiker.

## Leben
Öz begann 1976 ein Studium im Fachbereich Wirtschaft und Wissenschaft an der Universität Istanbul. Das Studium musste er jedoch wegen des so genannten zypriotischen Konflikts abbrechen. Öz ging zum Militär. 1979 emigrierte er nach Deutschland und lebt heute im Raum Darmstadt.

## Werk
Bereits in seiner Kindheit begann Öz, Gedichte zu verfassen und trug sie auch in der Schulklasse vor. Ab Mitte der 1980er Jahre vertonte er seine Gedichte. Die erste Doppel-CD Firar & Hos Geldin, ÖZ YAPIM GbR, LC 10049, wurde im Jahr 2000 nach jahrelanger Vorbereitung veröffentlicht – es war das erste türkische Hörbuch in Europa mit vertonten Gedichte – verdichteter Musik. Der Regisseur Yusuf Fersat drehte zum Titel „Firar“ einen Clip mit Aufnahmen aus Frankfurt, Darmstadt und Messel.
Um zweisprachige Bücher von Autoren und Kunstschaffenden aus Deutschland zu veröffentlichen und eine Brücke zwischen Deutschland und der Türkei zu schaffen, gründete Öz im Jahr 2002 den Verlag „ÖZ YAPIM OHG – H@vuz Yayınları“.
Der Verlag wurde mit seinem ersten Gedichtsbuch Ahşap Bulutlar / Ein Kind dieser Gegend zweisprachig eröffnet. Sämtliche Gedichte wurden in den türkischen Medien veröffentlicht und sind in Literaturzeitschriften zu lesen.
29 Autoren stellt Nida Öz im Buch 29 Harfle Dünyadan 29 Sair vor. Für diese Dokumentation arbeitete er auch als Lektor und Grafiker.
August 2001 eröffnete Oberbürgermeister Peter Benz seine erste Literaturveranstaltung im Literaturhaus (J.-F. Kennedy-Haus) in Darmstadt. Die Premiere fand in deutscher und türkischer Sprache statt. Heute nimmt Öz bundesweit an Lesungen teil und veranstaltet einmal im Jahr Literaturtage in Deutsch und Türkisch.
Im Jahr 2003 gründete er die Künstlerinitiative „havuz“ und schrieb den ersten türkischen Literaturwettbewerb in Deutschland aus. Dieser Wettbewerb zeigte weltweit bei den Autoren großes Interesse. Durch seine Datenbank www.havuz.de steht er täglich international mit Künstlern und Autoren in Verbindung. Seit Dezember 2005 veröffentlicht er die Online Kunst- und Kulturzeitschrift Dergi H@vuz. Die Online-Zeitschrift erscheint alle zwei Monate. Nida Öz dokumentiert in der Fachzeitschrift über Neuerscheinungen von Büchern und Kunstobjekte und stellt die Künstler vor.
Öz ist stellvertretender Vorstand für und in Deutschland des Literaturverbands Türkei (Edebiyatcılar Derneği).